# Nitidoguina asachimba
Nitidoguina asachimba är en insektsart som beskrevs av Young 1986. Nitidoguina asachimba ingår i släktet Nitidoguina och familjen dvärgstritar. Inga underarter finns listade i Catalogue of Life.